# Зеленоватая блестянка
Зеленоватая блестянка (лат. Chrysis viridula) — один из самых красивых видов ос-блестянок из подсемейства Chrysidinae.

## Распространение
Палеарктика. Европа, Урал и Дальний Восток России, Китай, Корея, Япония, Казахстан.

## Описание
Пёстрые металлически блестящие осы длиной от 6 до 9 мм. Голова, боковые и нижняя сторона груди, ноги и тергит Т3 сине-зелёные (зелёные, синие или фиолетовые), верхняя сторона и почти вся задняя часть тела (1-й и 2-й сегменты брюшка, кроме его зелёного кончика из последних сегментов) красно-золотистые. Щетинки медиально на задних конечностях длиннее ширины голени (короче у сходного вида Chrysis pulcherrima). Апикальные зубцы Т3 неглубокие и нечеткие.

## Биология
Летают с мая по август. Самки откладывают яйца в гнёзда одиночных ос рода Odynerus, например, Odynerus spinipes.

## Охрана
Охраняется в некоторых регионах. Например, внесена в Красную книгу Владимирской области.